# النبورو (کارولینای شمالی)
النبورو (به انگلیسی: Ellenboro) شهری در ایالت کارولینای شمالی کشور ایالات متحده آمریکا است که جمعیت آن در سرشماری سال ۲۰۱۰ میلادی، ۸۷۳ نفر بوده‌است.